# Anthony Minghella
Anthony Minghella, CBE (Ryde, Ilha de Wight, 6 de janeiro de 1954 — Londres, 18 de março de 2008) foi um diretor e roteirista inglês. Filho de italianos, Minghella tinha paixão pelo cinema desde sua infância. O primeiro filme que dirigiu foi "Um romance do outro mundo" ("Truly, Madly, Deeply" em inglês) de 1991. Ganhou destaque ao receber o Oscar de Melhor Diretor pelo filme "O Paciente Inglês" (1996).
A morte de Minghella aconteceu no dia 18 de março de 2008, no Charing Cross Hospital, em Londres, onde o cineasta havia sido submetido a uma cirurgia para retirada de um tumor no pescoço, na semana anterior. A morte foi confirmada por sua agente, Judy Daish, à rede britânica BBC. A causa oficial foi hemorragia cerebral 

## Filmografia
| Ano  | Titulo                  | Diretor | Roteirista |
| ---- | ----------------------- | ------- | ---------- |
| 1978 | A Little Like Drowning  | Sim     | Sim        |
| 1990 | Truly, Madly, Deeply    | Sim     | Sim        |
| 1993 | Mr. Wonderful           | Sim     | Não        |
| 1996 | The English Patient     | Sim     | Sim        |
| 1999 | The Talented Mr. Ripley | Sim     | Sim        |
| 2002 | Heaven                  | Não     | Sim        |
| 2003 | Cold Mountain           | Sim     | Sim        |
| 2006 | Breaking and Entering   | Sim     | Sim        |
| 2009 | Nine                    | Não     | Sim        |

Produtor executivo
- Iris (2001)
- The Quiet American (2002)
- The Interpreter (2005)
- Michael Clayton (2007)
- Margaret (2011)

Produtor
- Catch a Fire (2006)
- Breaking and Entering (2006)
- The Reader (2008)
- Love You More (2008)

Ator
| Year | Título                 | Papel         |
| ---- | ---------------------- | ------------- |
| 1978 | A Little Like Drowning | Eduardo       |
| 2007 | Atonement              | Entrevistador |

### Curtas-metragens
| Ano  | Titulo               | Diretor | Roteirista | Executive Producer | Notes                    |
| ---- | -------------------- | ------- | ---------- | ------------------ | ------------------------ |
| 2000 | Play                 | Sim     | Não        | Não                |                          |
| 2008 | New York, I Love You | Não     | Sim        | Sim                | Segmento "Shekhar Kapur" |

## Prêmios e indicações
Academy Awards (Oscars)
- 1996: Melhor direção – O Paciente Inglês (vencedor)[1]
- 1996: Melhor roteiro adaptado – O Paciente Inglês (indicado)
- 1999: Melhor roteiro adaptado – O Talentoso Ripley (indicado)
- 2009: Melhor Filme - O Leitor (indicado)

BAFTA
- 1992: Melhor roteiro original – Um Romance do Outro Mundo (vencedor)
- 1996: Melhor direção – O Paciente Inglês (indicado)
- 1996: Melhor roteiro adaptado – O Paciente Inglês (vencedor)
- 1999: Melhor direção – O Talentoso Ripley (indicado)
- 1999: Melhor roteiro adaptado – O Talentoso Ripley (indicado)
- 2003: Melhor filme – Cold Mountain (indicado) (dividido com Sydney Pollack, William Horberg, Albert Berger e Ron Yerxa, produtores)
- 2003: Melhor filme britânico – Cold Mountain (indicado)
- 2003: Melhor direção – Cold Mountain (indicado)

Globos de Ouro
- 1996: Melhor direção – O Paciente Inglês (indicado)
- 1996: Melhor roteiro – O Paciente Inglês (indicado)
- 1999: Melhor direção – O Talentoso Ripley (indicado)
- 2003: Melhor direção – Cold Mountain (indicado)
- 2003: Melhor roteiro – Cold Mountain (indicado)